# Jan Herbinius
Jan Herbinius (ur. 16 grudnia 1627 w Byczynie, zm. 7 marca 1679 w Grudziądzu) – duchowny ewangelicki, uczony, pedagog i filantrop.

## Życiorys
Urodził się w Byczynie na Śląsku jako syn rektora tamtejszej szkoły miejskiej, Eliasza Herbiniusa, który zmienił polskie nazwisko rodowe Kapusta na formę zlatynizowaną. Matka była przybraną córką pastora Krzysztofa Süssenbacha, znanego z przekładu Katechizmu Marcina Lutra na język polski. W literaturze podawane są również inne daty urodzin: 12 grudnia 1626, 1630-1636. Jan Herbinius uczył się w szkole prowadzonej przez ojca, być może w Toruniu, a następnie w gimnazjum gdańskim. Studiował teologię i filologię (szczególnie języki orientalne) na Uniwersytecie w Lejdzie (gdzie uzyskał stopień magistra w 1654) i w Wittenberdze, gdzie ogłosił rozprawę De educatione principis w 1657 r. Kierował kolejno szkołami w Byczynie i od 1661 w Wołowie na Śląsku oraz od 1663 w Bojanowie w Wielkopolsce, gdzie wzniesiono nowy budynek szkolny z pieniędzy zebranych przezeń na Zachodzie. W latach 1669–1670 przebywał w Kopenhadze, następnie był kaznodzieją i rektorem szkoły niemieckiej w Sztokholmie, od 1673 pomocniczym kaznodzieją niemieckim i polskim w Wilnie. Od 1675 przebywał w Królewcu, gdzie miał wykładać na uniwersytecie, w Tylży i w Gdańsku. Później był czynny jako kapelan poselstwa szwedzkiego w Warszawie, a w 1677 r, został proboszczem w Grudziądzu, gdzie zasłynął z działalności dobroczynnej. Został pochowany na starym cmentarzu na Toruńskim Przedmieściu, ostatecznie zlikwidowanym po II wojnie światowej. Wkrótce po śmierci w uznaniu wybitnych zasług jego portret zawieszono w kaplicy mieszczącej się w ratuszu, na honorowym miejscu między ołtarzem i amboną (niezachowany). Żoną ks. Herbiniusa była Anna Maria z d. Turbian z Oleśnicy. W literaturze niem. występuje jako Johannes Herbinius.
Tłumaczył z niemieckiego na polski oraz pisał głównie łacińskie, ale także polskie prace z różnych dziedzin nauki, od teologii (w tym pieśni kościelne), poprzez literaturę (także poezje) i językoznawstwo po geografię, wydawane w Amsterdamie, Gdańsku, Jenie i Kopenhadze. Pozostawił m.in. obszerny opis Ławry Pieczerskiej w Kijowie (Regiosae Kijovienses cryptae, sive Kijovia subterranea, Jena 1675) oraz pisma zbiorowe (Symbolae fidei Christianae, Gdańsk 1675), a także ceniony podręcznik do nauki religii w języku tureckim. Jego tłumaczenie Konfesji Augsburskiej było wznawiane w Brzegu i w Królewcu jeszcze w XVIII i XIX w.